# Silwad
Silwad (arabisch سلواد, DMG Silwād) ist eine palästinensische Stadt im Westjordanland, nordöstlich von Ramallah, etwa 5 km von der Autobahn 60 von Nablus nach Jerusalem entfernt und gehört zum Gouvernement Ramallah und al-Bira. Silwads Höhe liegt bei 851 Meter über dem Meeresspiegel. Im Jahr 2007 hatte die Stadt nach Angaben des palästinensischen Statistikamts 6.123 Einwohner.

## Geschichte
Im Frühjahr 1697 findet Silwad Erwähnung in einem Reisebuch von Henry Maundrell, der die arabische Stadt Selwid beschreibt. Dies wird als Selwad im Reisebuch von Edward Robinson 1838 bestätigt.
Die Zeitschrift des Deutschen Palästina-Vereins verzeichnet 1870 gezählte 205 Häuser in Silwad.
Im Survey of Western Palestine wird Silwad 1882 als auf einem Hügel gelegen, mit alten Gräbern und guten Quellen, beschrieben.
1896 wird die Bevölkerungsanzahl mit 1.845 Personen angegeben, davon 615 arbeitsfähige Männer. Der Palestine Census der britischen Völkerbund-Mandatsregierung ermittelte im Jahr 1922 eine Anzahl von 1.344 Moslems und 1931 schon 1631 Muslime und 4 Christen in insgesamt 380 Häusern.
1945 wohnten 1.910 Personen muslimischen Glaubens in Silwad.